# 正司泰一郎
正司 泰一郎（しょうじ たいいちろう、1935年（昭和10年）10月18日 - ）は日本の元政治家。元兵庫県宝塚市長。

## 来歴
兵庫県に生まれる。甲南大学経済学部を卒業し、オハイオ州立大学大学院を修了。
宝塚青年会議所理事長、兵庫県議会議員を務めた。1983年（昭和58年）第37回衆議院議員総選挙で兵庫県第2区から無所属で立候補したが落選した。
1991年（平成3年）2月7日、宝塚市長に就任し、2003（平成15年）まで3期在任して引退した。
現在は正司邸の正司家当主となっている。